# Dekanat Kalisz I
Dekanat Kalisz I – jeden z 33 dekanatów w rzymskokatolickiej diecezji kaliskiej.

## Parafie
W skład dekanatu wchodzi 12 parafii:
- parafia św. Matki Teresy z Kalkuty, Kalisz
- parafia bł. Michała Kozala, Kalisz
- św. Brata Alberta Chmielowskiego, Kalisz
- parafia NMP Królowej Polski, Kalisz
- parafia św. Mikołaja, Kalisz
- parafia św. Stanisława, Kalisz
- parafia Świętej Rodziny, Kalisz
- parafia Wniebowzięcia NMP, Kalisz
- parafia św. Marii Magdaleny, Kokanin
- parafia św. Wawrzyńca, Kościelna Wieś
- parafia św. Jana Chrzciciela, Pamięcin
- parafia św. Andrzeja Apostoła, Borków Stary

Na terenie dekanatu istnieje 1 kościół rektoralny:
- kościół rektoralny Nawiedzenia NMP, Kalisz

oraz parafia wojskowa św. Wojciecha i św. Stanisława Biskupa należąca do Śląskiego Dekanatu Wojskowego, Ordynariatu Polowego Wojska Polskiego.

## Sąsiednie dekanaty
Gołuchów, Kalisz II, Koźminek, Ołobok, Stawiszyn